# Lepidogma
Lepidogma é um gênero de mariposa pertencente à família Crambidae.